# Diaminooksydaza
Diaminooksydaza (DAO) – enzym adaptacyjny produkowany naturalnie przez organizm kobiet w trakcie ciąży. 
Pomiar stężenia enzymu we krwi umożliwia ustalenie przybliżonej daty zapłodnienia, a także monitorowanie pierwszej połowy ciąży. Poziom enzymu wzrasta w odpowiedzi na produkcję histaminy przez płód. Jest produkowany przez doczesną. Stężenie we krwi ciężarnej zwiększa się między 6. a 24. tygodniem ciąży, następnie do porodu utrzymuje się na stałym poziomie. Zmniejszające się stężenie enzymu DAO może wskazywać na obumieranie płodu. Diaminooksydaza katalizuje utlenianie histaminy i innych diamin.